# 이연형
이연형(李連珩, 1921년 4월 11일 ~ 2009년 11월 12일)은 대한민국의 애국지사이다. 본관은 경주(慶州), 호(號)는 국관(局關).

## 생애
1921년 인천에서 출생해 상해임시정부 산하 조선독립당에 가입해 인천 지역에서 독립운동 자금을 모금하다가 일제에 체포돼 대구형무소에서 1년간 옥고를 치렀다. 2008년에 건국포장이 수여되었다. 2009년 11월 사망한 뒤 국립대전현충원 애국지사 제4묘역에 안장되었다.
2009년 11월 12일 노환으로 별세했다.